# Юрмик, Пьер
Пьер Юрми́к (фр. Pierre Hurmic; род. 10 апреля 1955, Сен-Пале) — французский политик, член партии «Европа Экология Зелёные», мэр Бордо (с 2020).

## Биография
Родился 10 апреля 1955 года в Сен-Пале в исторической области Страна басков, окончил Институт политических исследований в Бордо. В 1992 году впервые был избран в региональный совет Аквитании, впоследствии несколько раз переизбирался, сохраняя мандат до 2004 года, в 1995 году избран в муниципальный совет Бордо. Являлся активистом Экологического поколения, участвовал в учреждении партии Зелёных.
В качестве адвоката представлял интересы Бертрана Канта.
В преддверии муниципальных выборов 2020 года в Бордо Пьер Юрмик возглавил левую коалицию с участием партии Европа Экология Зелёные, Социалистической, Коммунистической и Радикальной левой, а также нескольких новых небольших левых партий.
28 июня 2020 года в Бордо состоялся второй тур муниципальных выборов, победу в котором с результатом 46,48 % при явке чуть ниже 40 % одержала возглавляемая Юрмиком левая коалиция. Правые потерпели поражение в Бордо впервые после Второй мировой войны, но крайне левые во главе с бывшим кандидатом в президенты Франции от Новой антикапиталистической партии Филиппом Путу также не добились успеха (9,39 %). 3 июля 2020 года депутаты нового созыва муниципального совета избрали мэром Бордо Пьера Юрмика.
10 сентября 2020 года в публичном выступлении высказался против установки в городе рождественских ёлок, объяснив, что размещение на площадях мёртвых деревьев не отвечает его представлениям об озеленении, и добавив, что к концу текущего года намерен провести через муниципальный совет «Хартию прав деревьев». Вечером 11 сентября Национальная ассоциация поставщиков натуральных елей опубликовала протест против решения мэра как необоснованного и нарушающего семейные традиции, на которое Юрмик ответил осуждением поднявшейся «медиабури» и следующим заявлением: «Власть консерваторов и реакционеров в этом городе, как и в других местах, умопомрачительна».